# Bionz
BIONZ — це лінійка процесорів обробки зображень, що використовуються в цифрових камерах Sony.
Зараз він використовується в багатьох дзеркальних і бездзеркальних фотоапаратах Sony α. Ця обробка є одним із вузьких місць у швидкості цифрової камери, тому виробники докладають багато зусиль, щоб створити та продати найшвидші процесори.
Sony розробляє схемотехніку процесора власноруч і передає виробництво на аутсорсинг напівпровідниковим заводам, таким як MegaChips і (переважно) GlobalFoundries, оскільки вони не володіють жодним заводом, здатним виробляти систему на кристалі (SoC). Sony також отримує DRAM чипи від різних виробників, а саме від Samsung Electronics, SK Hynix і Micron Technology.
У своїй конструкції BIONZ використовує дві мікросхеми. Перший чип — це SoC, який керує загальною функціональністю камери, як-от керування пам’яттю SD-карти, дротовим підключенням, таким як USB і HDMI, і бездротовими протоколами, такими як Wi-Fi і NFC, які все частіше зустрічаються в сучасних камерах Sony α. SoC BIONZ можна ідентифікувати за номером частини «CXD900xx». Другий чип — це ISP (процесор сигналу зображення). Він обробляє дані безпосередньо з датчика зображення КМОН і він безпосередньо відповідає за шумові характеристики камери з високим рівнем ISO в умовах слабкого освітлення. ISP можна ідентифікувати за позначенням «CXD4xxx».

## Історія чипів BIONZ у камерах Sony

### BIONZ – MegaChips MA07170 і MA07171
Першою камерою, яка офіційно використовувала так званий процесор BIONZ, була DSLR-A700 випущена у 2007 році, яка використовувала чип MA07170 від MegaChips (MCL) із сімейства 32-розрядних процесорів RISC з ядром MIPS R3000. 
Подібні процесори MegaChips використовувалися в DSLR-A100 (MA07169), а також у Konica Minolta 5D (MA07168) і 7D (MA07168), впровадження CxProcess III від Konica Minolta, що працює під MiSPO NORTi/MIPS, операційною системою реального часу (ОСРЧ) відповідно до стандарту µITRON.
MegaChips MA07170 також використовувався в DSLR-A200, DSLR-A300 і DSLR-A350. DSLR-A850 і DSLR-A900 використовували дві такі мікросхеми паралельно.
Натомість MegaChips MA07171 використовувався в DSLR-A230, DSLR-A290, DSLR-A330, DSLR-A380 і DSLR-A390.

### BIONZ – Sony CXD4115 ISP
Перший процесор BIONZ, повністю розроблений компанією Sony, використовував процесор зображень Sony у:
- CXD4115 ISP - DSLR-A450, DSLR-A500, DSLR-A550 - все ще використовує власну операційну систему (швидше за все, також NORTi).
- CXD9974GG SoC з оновленим ISP CXD4115-1 - DSLR-A560, DSLR-A580, SLT-A33, SLT-A35, SLT-A55 / SLT-A55V, NEX-5C, NEX-C3, і NEX-VG10 - всі моделі з цього моменту засновані на Linux (CE Linux 6 з ядром 2.3.)

### BIONZ – Sony CXD4132 ISP + CXD90016GF SoC
Чип Sony CXD4132 - це багатоядерний процесор BIONZ:
- CXD4132 - SLT-A37, SLT-A57, SLT-A58, SLT-A65 / SLT-A65V, SLT-A77 / SLT-A77V, SLT-A99 / SLT-A99V / HV, NEX-F3, NEX-3N, NEX-5N,
- CXD90016GF SoC з CXD4132 ISP - NEX-5R, NEX-5T, NEX-6, NEX-7 / Lunar
- Невідомі - NEX-VG20, NEX-VG30, NEX-VG900, NEX-FS100, DSC-RX1 / DSC-RX1R, DSC-RX100 / Stellar, DSC-RX100M2

### BIONZ X – Sony CXD4236 ISP + CXD90027GF SoC
Sony представила процесор зображення наступного покоління під назвою BIONZ X разом із ILCE-7 / ILCE-7R у 2013 році. BIONZ X використовує Sony CXD4236 серії ISP разом із SoC CXD90027GF. Останній заснований на чотириядерний архітектурі ARM Cortex-A5  і використовується для запуску Android програми, поверх ядра Linux. 
Він містить, серед іншого, технологію відтворення деталей і технологію зменшення дифракції, специфічне шумозаглушення та 16-розрядну обробку зображення + 14-бітний raw вихід. Він може обробляти до 20 кадрів в секунду і має фіксований автофокус і відстеження об’єктів.
- CXD90027GF SoC з неідентифікованим ISP (стекований DRAM) - α7, α7R, α7 II, α6000, α6500, α99, α7 III
- CXD90027GF SoC з CXD4236-1GG ISP - α7S, α7S II, RX100 IV, Sony FDR-AX33
- CXD90027GF SoC з подвійним CXD4236-1GG ISP - α7R II,[5] α7R III[6]
- Неідентифікованим - ILCE-5000, DSC-RX10, ILCA-77M2, DSC-RX100 III, α7R IV, і DSC-RX0

### BIONZ XR
Sony представила свій процесор обробки зображень наступного покоління під назвою BIONZ XR разом із камерою Sony α7S III у 2020 році. «Сенсор повинен мати у вісім разів більше обчислювальної потужності, ніж попередній процесор зображень». ("The sensor is to have eight times as much computing power as the previous image processor.") Він також використовується у флагманській бездзеркальній камері Sony α1, компактній кінокамері Sony FX6, Sony FX3 і бездзеркальній камері Sony α7 IV, випущених у 2021 році.
Нові особливості включають:
- Нові відеокодеки / частота кадрів.
- Нова потужна децимація в камері.
- Покращення швидкості внутрішнього конвеєра.
- Виправлено затримку інтерфейсу.
- Нові формати карток/інтерфейс.
- Нова роздільна здатність/швидкість зчитування EVF
- Виправлено затримку видошукача під час автофокусування або безперервної зйомки